# Camponotus cilicicus
Camponotus cilicicus é uma espécie de inseto do gênero Camponotus, pertencente à família Formicidae.